# 13 december
13 december is de 347e dag van het jaar (348e dag in een schrikkeljaar) in de gregoriaanse kalender. Hierna volgen nog 18 dagen tot het einde van het jaar.

## Gebeurtenissen
- Algemeen
  - 1795 - Een meteoriet treft Wold Newton in het Engelse Yorkshire. Later zal de sciencefictionschrijver Philip José Farmer deze gebeurtenis gebruiken als basis voor zijn Wold Newton family-verhalen.
  - 1889 - Op het Waddeneiland Ameland spoelt een maanvis aan die 2,23 meter lang en 2,73 meter hoog is.[1]
  - 1959 - Mies Bouwman leidt de allereerste inzamelingsactie op televisie in Nederland; Redt een kind, voor Algerijnse vluchtelingen in Marokko.[2][3]
  - 1972 - Een Spaans chartervliegtuig stort neer tijdens het opstijgen van de Canarische Eilanden waarbij 155 personen omkomen.[3]
  - 1977 - Een DC-3 vliegtuig van de Amerikaanse overheid stort neer na het opstijgen in Evansville (Indiana), waarbij 29 personen omkomen, onder wie het basketbalteam van de University of Evansville.
  - 1992 - Alle 37 inzittenden van een Fokker F-27 komen om het leven, als het vliegtuig in het oosten van Zaïre tegen een berg vliegt.
  - 1995 - Tijdens een huiszoeking in het huis van Marc Dutroux horen rijkswachters kinderstemmen, maar de cel waarin de meisjes Julie en Melissa zijn opgesloten vinden ze niet.
  - 2000 - De zogeheten "Texas 7" ontsnappen uit een gevangenis in Texas en gaan op rooftocht.
  - 2011 - In de Belgische stad Luik pleegt een 33-jarige man een aanslag met granaten en geweren, met 123 gewonden en 6 dodelijke slachtoffers (waaronder de dader zelf) tot gevolg.
  - 2011 - Politie en justitie in Roemenië beginnen met de aanpak van heksen, nadat zeker tien aangiften zijn binnengekomen van bedrog en afpersing door de beoefenaars van de zwarte kunst.
  - 2021 - Minister Hugo de Jonge wint de publieksprijs van de jaarlijkse Big Brother Award, een initiatief van Bits of Freedom, voor de manier waarop zijn ministerie van VWS het coronatoegangsbewijs heeft ingevoerd. De prijs van de vakjury is voor minister Ferd Grapperhaus en is "een oeuvreprijs voor een hele rits aan misstappen die het ministerie van Justitie en Veiligheid heeft begaan".[4][5]
  - 2021 - Als "ode aan een legendarische Nederlandse artiest" geeft de Koninklijke Nederlandse Munt een herdenkingsmunt uit voor de overleden zangeres Liesbeth List. De munt is in een oplage van 4000 stuks geslagen.[6]
  - 2021 - Elon Musk is door het Amerikaanse tijdschrift Time uitgeroepen tot 'persoon van het jaar' omdat hij "oplossingen voor existentiële crises creëert, uitdagende en baanbrekende transformaties op poten zet en de belichaming is van alle kansen en gevaren die aan techgiganten kleven".[7]
  - 2021 - Door een exploderende tankauto zijn in Cap-Haïtien (Haïti) tientallen doden en gewonden gevallen.[8]
  - 2023 - In Dubai wordt de 28e klimaatconferentie van de Verenigde Naties beëindigd. De 198 deelnemende landen worden het eens over de afbouw van het gebruik van fossiele brandstoffen.[9]

- Criminaliteit en veiligheid
  - 1994 - De gemeente Rotterdam sluit Perron Nul op last van burgemeester Bram Peper.

- Kunst en cultuur
  - 2021 - Aan schrijver Arnon Grunberg is de P.C. Hooft-prijs 2022 toegekend. De jury noemt Grunberg "een schrijver die ongeëvenaard is in ambitie, productiviteit en intellectuele kracht".[10]

- Media
  - 2006 - In een onderbreking van een RTBF-programma wordt gemeld dat Vlaanderen zich onafhankelijk heeft verklaard en dat koning Albert II gevlucht is. Naderhand blijkt dit een grap te zijn, bedoeld om een debat over de toekomst van België aan te zwengelen.

- Oorlog
  - 1862 - De Geconfedereerde Staten winnen de Slag bij Fredericksburg in de Amerikaanse Burgeroorlog.
  - 1937 - Japan wint de Slag om Nanking. De stad wordt het toneel van massale verkrachtingen en massamoord door het Japanse leger.
  - 1938 - Honderd gedeporteerde gevangenen uit Sachsenhausen bouwen het concentratiekamp Neuengamme bij Hamburg.
  - 1943 - De geallieerden bombarderen Schiphol in zijn geheel plat, waardoor de luchthaven voor de rest van de oorlog wordt uitgeschakeld.[3]
  - 1943 - Als wraak voor vermeende steun aan het verzet moordt een Duitse legereenheid de gehele mannelijke bevolking van het Griekse stadje Kalavryta uit.
  - 1993 - De Angolese verzetsbeweging UNITA besluit het overleg met de regering in de Zambiaanse hoofdstad Lusaka te boycotten, nadat UNITA-leider Jonas Savimbi bij een luchtaanval ternauwernood aan de dood zou zijn ontsnapt.
  - 1994 - VN-militairen maken met behulp van soldaten van het Rwandese regeringsleger een begin met de ontwapening van militante Hutu's in kampen in Zuidwest-Rwanda.

- Politiek
  - 842 - Koning Karel de Kale trouwt in Quierzy met Ermentrudis, dochter van Odo van Orléans.
  - 862 - Boudewijn I met de IJzeren Arm trouwt in Auxerre met Judith, dochter van Karel de Kale.[3]
  - 1949 - De Knesset stemt voor het verplaatsen van de hoofdstad van Israël naar Jeruzalem.[3]
  - 1959 - Aartsbisschop Makarios wordt de eerste president van Cyprus.
  - 1972 - Gough Whitlam wordt verkozen tot premier van Australië.
  - 1974 - Malta wordt een republiek.
  - 1981 - Israël annexeert de Syrische Golanhoogten.[3]
  - 1981 - Generaal Wojciech Jaruzelski kondigt in Polen de staat van beleg af.
  - 1989 - Zo'n drieduizend betogers eisen in Porto-Novo, de hoofdstad van Benin, het aftreden van president Mathieu Kérékou.
  - 1996 - Kofi Annan wordt gekozen als secretaris-generaal van de Verenigde Naties.
  - 2002 - De Europese Unie bereikt een akkoord over de toetreding van tien landen: Polen, Tsjechië, Hongarije, Slowakije, Slovenië, Estland, Letland, Litouwen, Malta en Cyprus. Deze landen treden toe op 1 mei 2004.
  - 2003 - Arrestatie van Saddam Hoessein door de Amerikaanse interventiemacht in Irak.
  - 2021 - Vanwege het illegaal scheiden van jonge migrantenkoppels wordt de Deense oud-minister Inger Støjberg veroordeeld tot een gevangenisstraf van 60 dagen.[11][12]
  - 2021 - De Nederlandse politieke partijen VVD, D66, CDA en Christenunie maken bekend dat er een akkoord is bereikt om een nieuw kabinet te vormen.[13]

- Sport
  - 2011 - De Franse sportkrant L'Equipe roept handballer Nikola Karabatic uit tot sportman van het jaar in Frankrijk. Bij de verkiezing krijgt hij de voorkeur boven judoka Teddy Riner en de rallyrijder Sebastien Loeb.
  - 2021 - Enkele honderden Amerikaanse turnsters treffen een schikking met de Amerikaanse turnbond en het Amerikaans Olympisch Comité met een omvang van 380 miljoen dollar (340 miljoen euro) in een zaak over seksueel misbruik door teamarts Larry Nassar. De deal is bekendgemaakt tijdens een rechtszitting.[14]

- Wetenschap en technologie
  - 1577 - Sir Francis Drake begint in Plymouth aan zijn reis om de wereld.[3]
  - 1642 - Abel Tasman bereikt Nieuw-Zeeland.[3]
  - 1966 - Ten zuidoosten van Amsterdam wordt de eerste paal voor een nieuwe wijk geslagen: de Bijlmermeer.[3]
  - 2006 - Biologen verklaren de Chinese vlagdolfijn met grote zekerheid uitgestorven nadat het dier afgelopen zomer niet meer was gezien in de Chinese rivier de Jangtsekiang.
  - 2011 - Nieuwe metingen met de LHC-superversneller in Genève geven fysici de voorzichtige overtuiging dat het Higgs-deeltje in zicht begint te komen en mogelijk in de loop van 2012 echt kan worden aangetoond.
  - 2012 - Het Chinese ruimtevaartuig Chang'e 2 vliegt op korte afstand langs de planetoïde 4179 Toutatis.[15]
  - 2022 - Het Amerikaanse Department of Energy maakt bekend dat op 5 december 2022 een team wetenschappers van het National Ignition Facility van het Lawrence Livermore National Laboratory in Livermore (Californië) een kernfusie experiment heeft uitgevoerd waarbij er meer energie is vrijgekomen dan dat er nodig was om het experiment te starten.[16]
  - 2022 - Lancering van een Ariane 5 raket van Arianespace vanaf Centre Spatial Guyanais in Kourou, Frans-Guyana voor de Galaxy 35 & 36, MTG-I1 missie met 2 Galaxy communicatiesatellieten van Intelsat en een derde generatie Meteosat weersatelliet.[17][18]
  - 2023 - NASA maakt bekend dat het in een op 5 december 2023 uitgevoerd experiment is gelukt om een tweewegcommunicatie laserverbinding te maken tussen NASA’s LCRD (Laser Communications Relay Demonstration) in een geosynchrone baan en ILLUMA-T (Integrated LCRD Low Earth Orbit User Modem and Amplifier Terminal) dat onderdeel is van het ISS.[19]

## Geboren

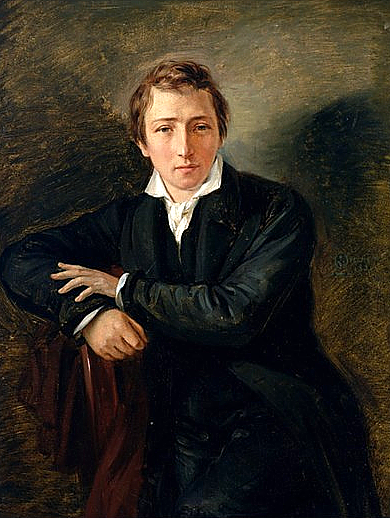
Heinrich Heine
geboren in 1797

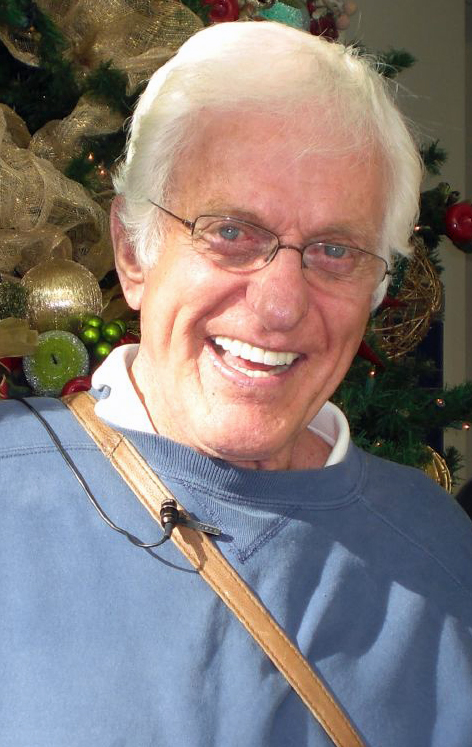
Dick Van Dyke
geboren in 1925

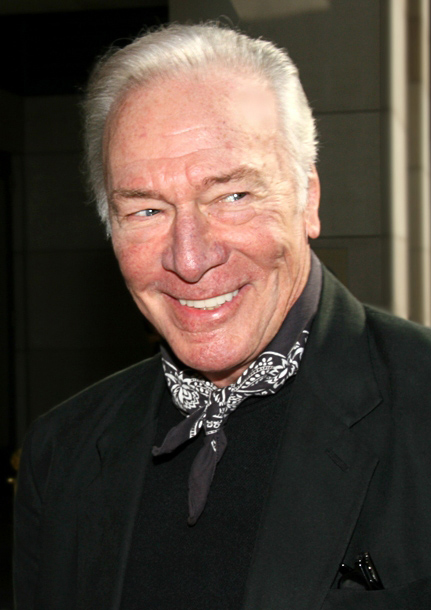
Christopher Plummer
geboren in 1929

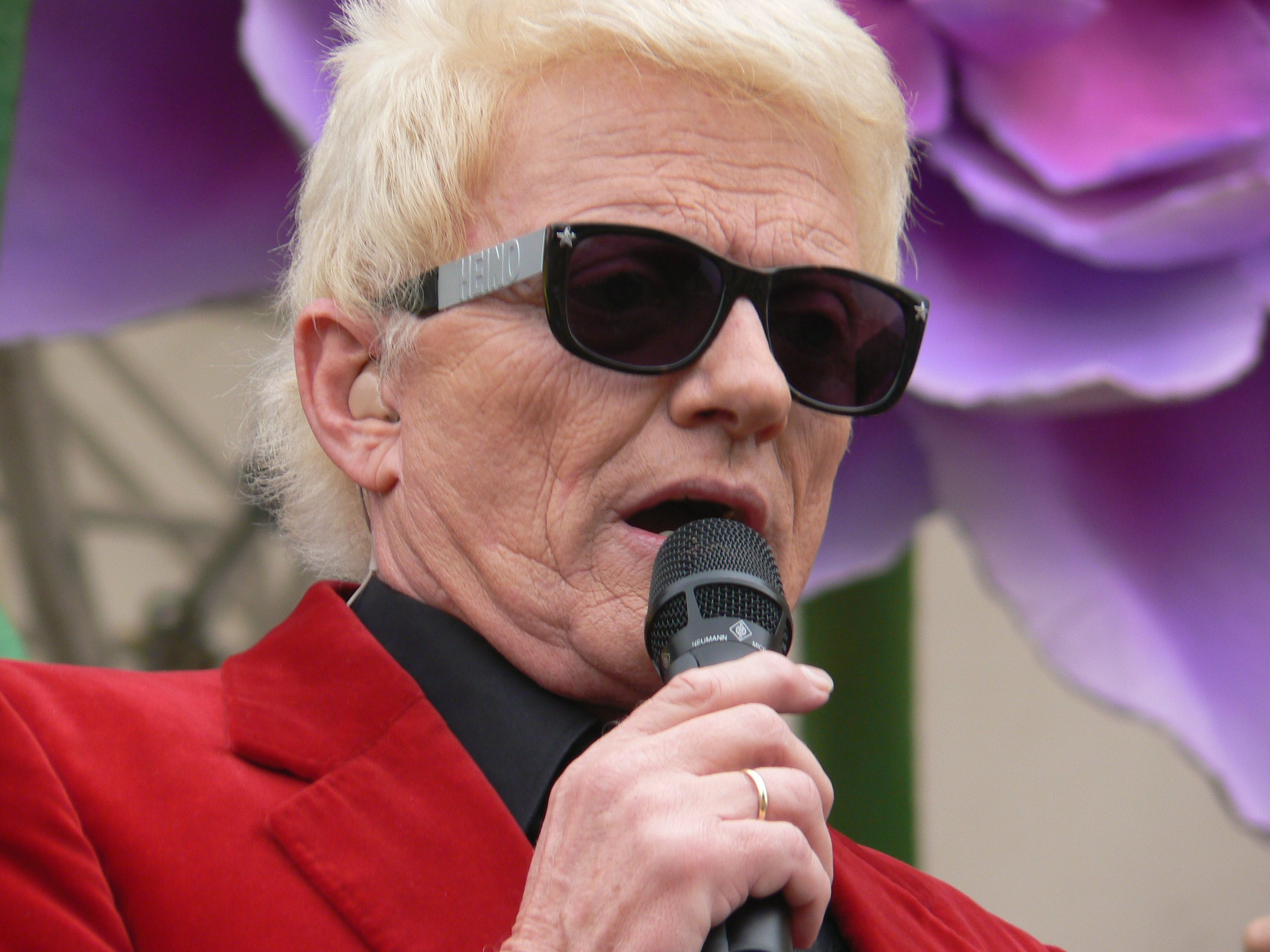
Heino
geboren in 1938

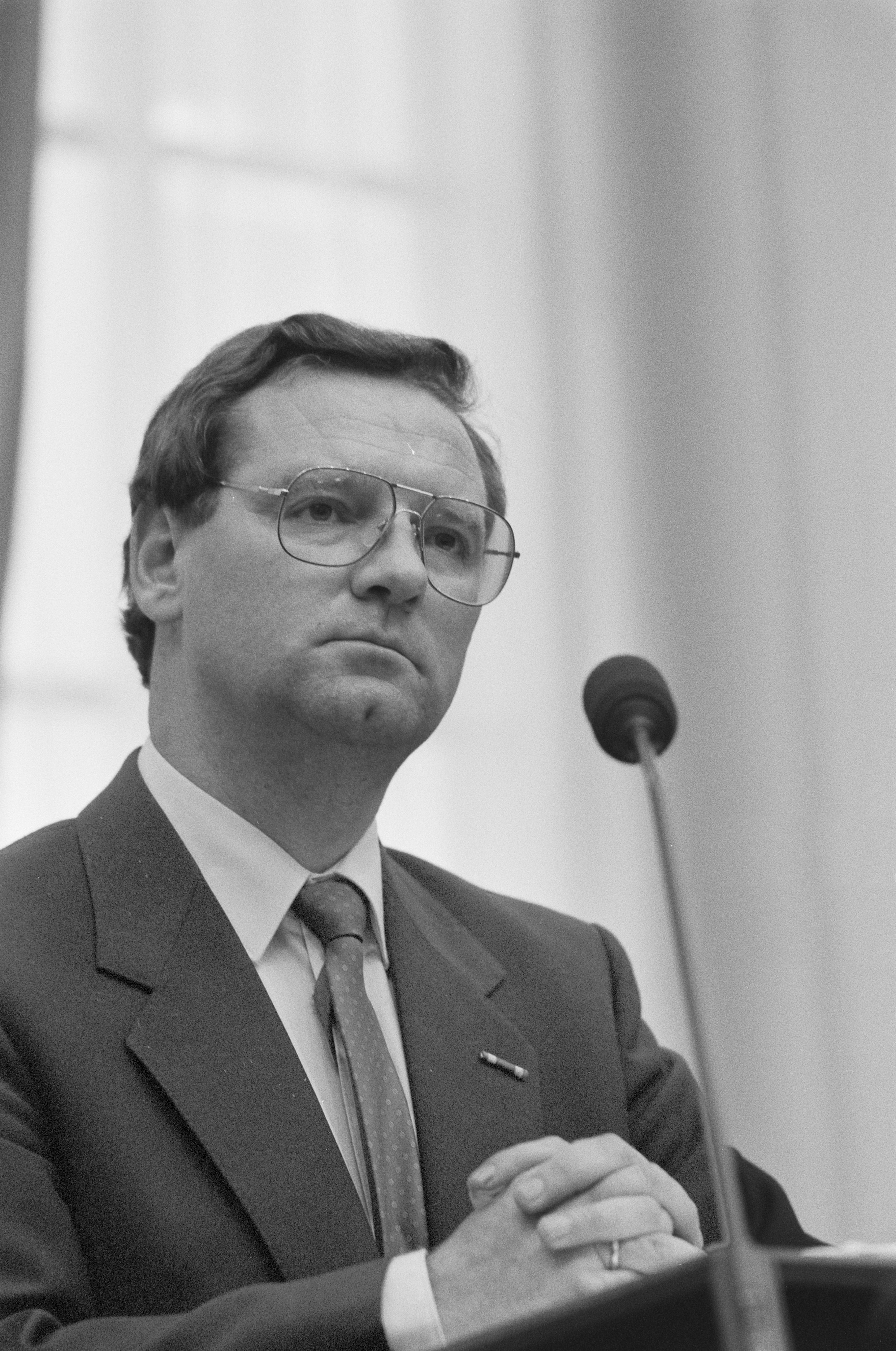
Dick Dees
geboren in 1944

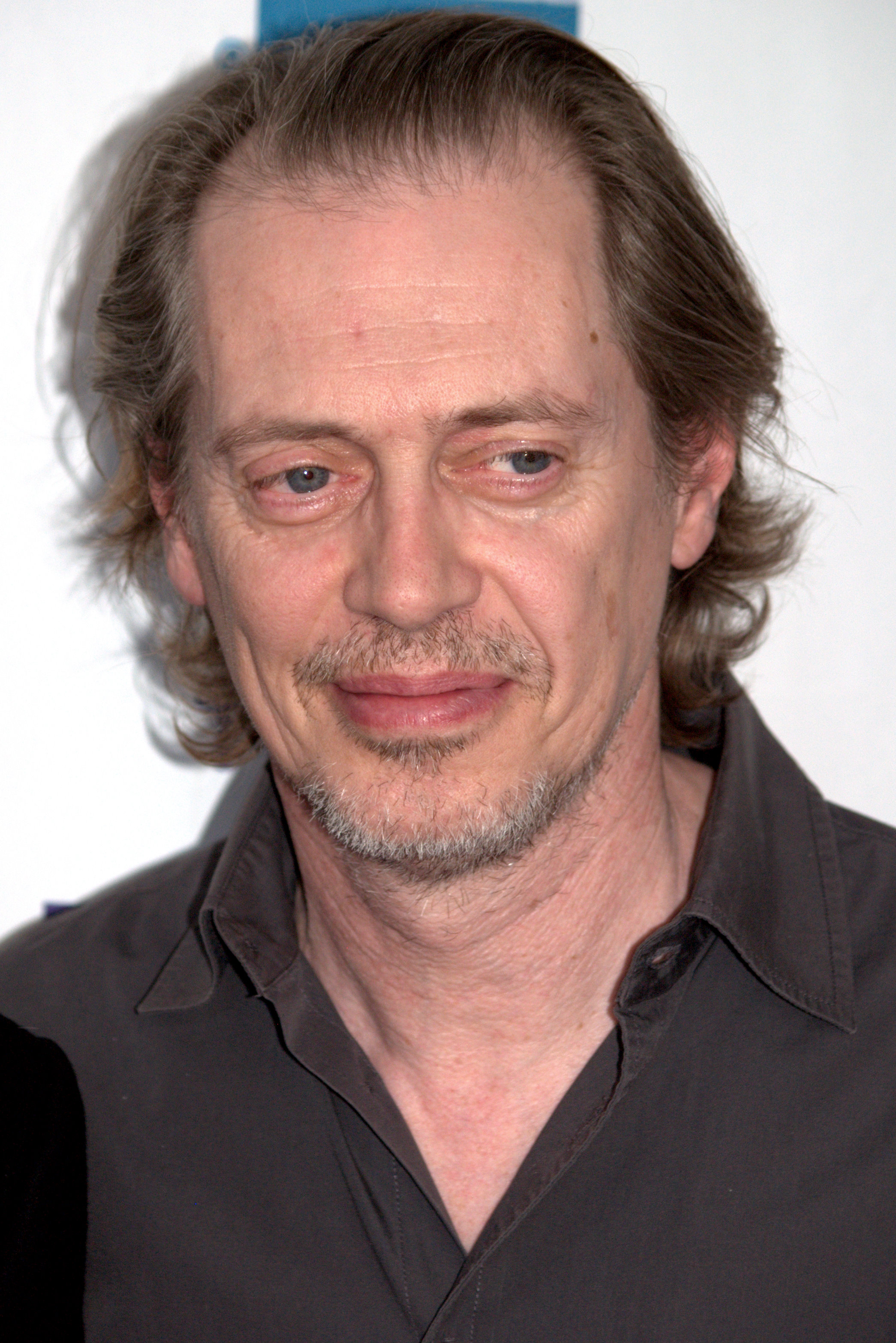
Steve Buscemi
geboren in 1957

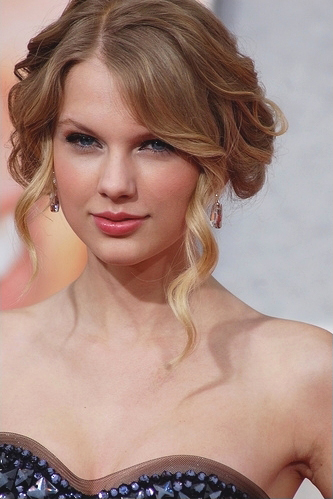
Taylor Swift
geboren in 1989

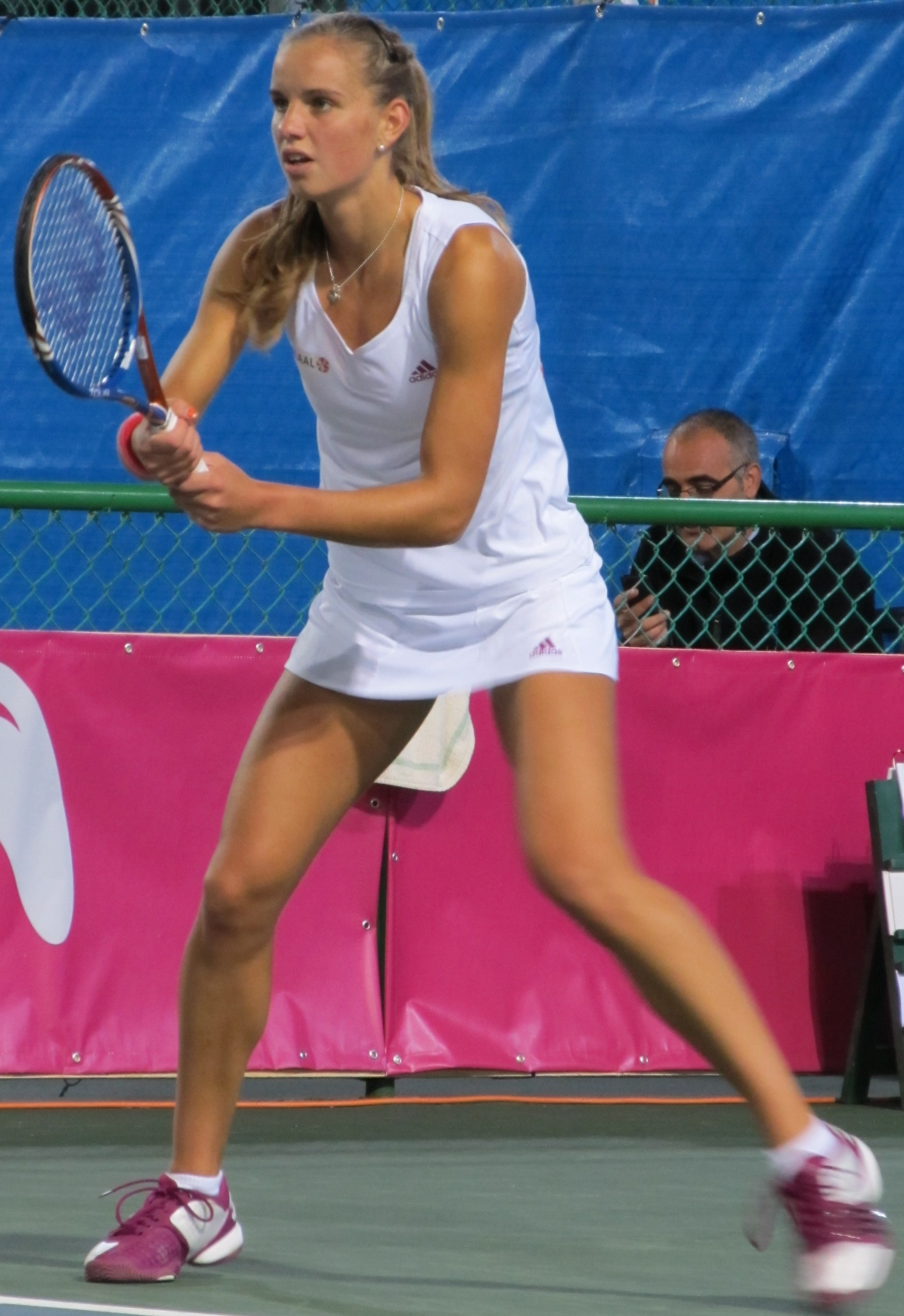
Arantxa Rus
geboren in 1990

- 1521 - Felice Peretti di Montalto, de latere paus Sixtus V (overleden 1590)
- 1533 - Erik XIV van Zweden, koning van Zweden (overleden 1577)
- 1553 - Hendrik van Navarra, koning Hendrik IV van Frankrijk en koning Hendrik III van Navarra (overleden 1610)
- 1664 - Charlotte Johanna van Waldeck-Wildungen, Duits aristocrate (overleden 1699)
- 1797 - Heinrich Heine, Duits dichter (overleden 1856)
- 1816 - Werner von Siemens, Duits uitvinder en industrieel (overleden 1892)
- 1847 - Kuno Graf von Moltke, Duits luitenant-generaal, vleugel-adjudant van keizer Wilhelm II van Duitsland, componist alsook stads-commandant van Berlijn.(overleden 1923)
- 1854 - Herman Bavinck, Nederlands predikant, theoloog en politicus (overleden 1921)
- 1871 - Henri Dekking, Nederlands journalist en schrijver (overleden 1939)
- 1878 - Adriana Budevska, Bulgaars toneelactrice (overleden 1955)
- 1887 - György Pólya, Hongaars-Amerikaans wiskundige (overleden 1985)
- 1890 - Omer Smet, Belgisch atleet (overleden 1984)
- 1895 - Victorio Edades Filipijns kunstschilder (overleden 1985)
- 1897 - Albert Aalbers, Nederlands architect (overleden 1961)
- 1901 - Paolo Dezza, Italiaans jezuïet en kardinaal (overleden 1999)
- 1903 - Norman Foster, Amerikaans acteur en regisseur (overleden 1976)
- 1903 - Marie Mejzlíková, Tsjecho-Slowaaks atlete (overleden 1994)
- 1903 - Jevgeni Petrov, Russisch schrijver (overleden 1942)
- 1906 - Boris Kosjevnikov, Russisch componist en dirigent (overleden 1985)
- 1909 - Jan Beelaerts van Blokland, Nederlands militair (overleden 2005)
- 1910 - Marjorie Grene, Amerikaans filosofe (overleden 2009)
- 1910 - Van Heflin, Amerikaans acteur (overleden 1971)
- 1911 - Trygve Haavelmo, Noors econoom (overleden 1999)
- 1911 - Willem Kernkamp, Nederlands sportbestuurder (overleden 1990)
- 1912 - Luiz Gonzaga, Braziliaans zanger en accordeonist (overleden 1989)
- 1914 - Isaac Julius Tamaëla, Zuid-Moluks leider (overleden 1978)
- 1914 - Karl Wazulek, Oostenrijks schaatser (overleden 1958)
- 1915 - Curd Jürgens, Duits-Oostenrijks acteur (overleden 1982)
- 1915 - Ross Macdonald, Amerikaans schrijver (overleden 1983)
- 1915 - John Vorster, Zuid-Afrikaans politicus (overleden 1983)
- 1916 - Pierre van Ierssel, Nederlands schilder, tekenaar en illustrator (overleden 1951)
- 1917 - John Hart, Amerikaans acteur (overleden 2009)
- 1918 - Piet Hendriks, Nederlands acteur (overleden 2000)
- 1918 - Bill Vukovich, Amerikaans autocoureur (overleden 1955)
- 1919 - Hans-Joachim Marseille, Duits oorlogsvlieger (overleden 1942)
- 1920 - Joop Ritmeester van de Kamp, Nederlands zakenman (overleden 2005)
- 1920 - George Shultz, Amerikaans econoom en Republikeins politicus (overleden 2021)
- 1920 - Jan de Troye, Nederlands radioverslaggever en omroepbestuurder (overleden 2006)
- 1921 - Janko Messner, Sloveens schrijver en dichter (overleden 2011)
- 1923 - Philip Anderson, Amerikaans natuurkundige en Nobelprijswinnaar (overleden 2020)
- 1923 - Edward Bede Clancy, Australisch aartsbisschop (overleden 2014)
- 1923 - Fred van der Spek, Nederlands politicus (overleden 2017)
- 1923 - Antoni Tàpies, Spaans kunstenaar (overleden 2012)
- 1925 - Dick Van Dyke, Amerikaans acteur en komiek
- 1926 - Walter Flamme, Duits toneelacteur (overleden 2012)
- 1926 - George Rhoden, Jamaicaans sprinter (overleden 2024)
- 1927 - Geneviève Page, Frans actrice (overleden 2025)
- 1927 - Ton Ribberink, Nederlands archivaris (overleden 2013)
- 1928 - Jack Tramiel, Pools-Amerikaans ondernemer (overleden 2012)
- 1929 - Jaap Kruithof, Belgisch moraalfilosoof (overleden 2009)
- 1929 - Christopher Plummer, Canadees acteur en toneelschrijver (overleden 2021)
- 1930 - Sharadkumar Dicksheet, Indiaas-Amerikaans plastisch chirurg (overleden 2011)
- 1931 - Émile Leva, Belgisch atleet
- 1931 - Ida Vos, Joods-Nederlands dichteres en schrijfster (overleden 2006)
- 1934 - Lieve Hugo, Surinaams zanger en grondlegger van de kaseko (overleden 1975)
- 1935 - Lou Adler, Amerikaans producer
- 1936 - Aga Khan IV, Brits-Portugees Sjiitisch imam (overleden 2025)
- 1936 - Henk Tennekes, Nederlands meteoroloog, hoogleraar en bestuurder (overleden 2021)
- 1937 - Rob Houwer, Nederlands filmregisseur en -producent (overleden 2025)
- 1938 - Heino (Heinz-Georg Kramm), Duits schlagerzanger
- 1938 - Ady Jung, Luxemburgs politicus (overleden 2023)
- 1939 - Robert Hosp, Zwitsers voetballer (overleden 2021)
- 1941 - John Davidson, Amerikaans zanger, acteur en tv-presentator
- 1941 - Bessel Kok, Nederlands zakenman en schaakpromotor
- 1941 - Luis Paulino Siles, Costa Ricaans voetbalscheidsrechter
- 1942 - Luuk Kroon, Nederlands luitenant-admiraal (overleden 2012)
- 1943 - Maurice Hines, Amerikaans jazzzanger, dirigent, acteur en choreograaf (overleden 2023)
- 1944 - Dick Dees, Nederlands politicus
- 1945 - Herman Cain, Amerikaans zakenman en politicus (overleden 2020)
- 1945 - Brian McGuire, Australisch autocoureur (overleden 1977)
- 1946 - Pierino Prati, Italiaans voetballer (AC Milan) (overleden 2020)
- 1948 - Lillian Board, Brits atlete (overleden 1970)
- 1948 - Ted Nugent, Amerikaans gitarist en zanger
- 1948 - Trixie Tagg, Nederlands Australisch voetbalster en voetbalcoach
- 1949 - Robert Lindsay, Brits acteur
- 1949 - Luc Sala, Nederlands ondernemer en publicist (overleden 2023)
- 1949 - Tom Verlaine, Amerikaans zanger, songwriter en gitarist (overleden 2023)
- 1949 - Paula Wilcox, Brits actrice
- 1950 - Wendie Malick, Amerikaans actrice
- 1950 - Tom Vilsack, Amerikaans politicus
- 1951 - Jan Sebille, Belgisch atleet
- 1952 - Henk Robben, Nederlands politicus
- 1953 - Richard Gibson, Canadees componist
- 1954 - Jennifer van Dijk-Silos, Surinaams docent, jurist en minister
- 1954 - Hans-Henrik Ørsted, Deens wielrenner
- 1955 - Paul Enquist, Amerikaans roeier
- 1955 - Lutz Jacobi, Nederlands politica
- 1955 - Glenn Roeder, Engels voetballer en voetbaltrainer (overleden 2021)
- 1955 - Tim Steens, Nederlands hockeyer
- 1957 - Steve Buscemi, Amerikaans acteur
- 1957 - Jean-Marie Messier, Frans zakenman
- 1957 - Rick van Ravenswaay, Surinaams politicus
- 1958 - Lynn-Holly Johnson, Amerikaans kunstschaatser en actrice
- 1958 - Elias Leyds (Pater Elias), Nederlands pater (overleden 2024)
- 1959 - Aimé Van Hecke, Belgisch ondernemer
- 1960 - Aad Andriessen, Nederlands voetballer (overleden 2021)
- 1962 - Roger Ilegems, Belgisch wielrenner
- 1962 - Jean-Pierre N'Dayisenga, Belgisch atleet
- 1963 - Uwe-Jens Mey, Duits langebaanschaatser
- 1963 - Devika Strooker, Nederlands actrice
- 1964 - Dieter Eilts, Duits voetballer en voetbaltrainer
- 1964 - Ricardo Gomes, Braziliaans voetballer en voetbaltrainer
- 1965 - Nicole van Kilsdonk, Nederlands filmregisseuse en scenarioschrijfster
- 1965 - Bruno Wyndaele, Belgisch radio- en tv-presentator
- 1966 - Olivier Pantaloni, Frans voetballer en voetbaltrainer
- 1966 - David Safier, Duits scenarioschrijver en auteur
- 1967 - Anton Dautzenberg, Nederlands schrijver
- 1967 - Jamie Foxx, Amerikaans acteur, zanger en komiek
- 1967 - Andrej Kovatsjev, Bulgaars politicus en ecoloog
- 1967 - Wang Tao, Chinees tafeltennisser
- 1967 - David Verbeeck, Belgisch musical- en stemacteur
- 1969 - Tony Curran, Schots acteur
- 1969 - Petri Helin, Fins voetballer
- 1969 - Theo Migchelsen, Nederlands voetballer
- 1969 - Moerat Nasyrov, Russisch zanger (overleden 2007)
- 1969 - Jacky Peeters, Belgisch voetballer
- 1971 - Vaughan Coveny, Nieuw-Zeelands voetballer
- 1971 - Tawan Sripan, Thais voetballer
- 1972 - Nader El-Sayed, Egyptisch voetballer
- 1972 - Peter Luttenberger, Oostenrijks wielrenner
- 1972 - Mauricio Solís, Costa Ricaans voetballer
- 1973 - Christie Clark, Amerikaans actrice
- 1973 - Domitien Mestré, Belgisch atleet
- 1973 - Aaron Yates, Amerikaans motorcoureur
- 1974 - Wamberto de Jesus Sousa Campos (Wamberto), Braziliaans voetballer
- 1974 - An Pierlé, Belgisch zangeres, pianiste en actrice
- 1975 - Tom DeLonge, Amerikaans gitarist
- 1975 - Adem Hecini, Algerijns atleet
- 1976 - Radosław Sobolewski, Pools voetballer
- 1976 - Gheorghe Stratulat, Moldavisch voetballer
- 1977 - Winfried Baijens, Nederlands presentator
- 1977 - Andrew Higginson, Engels snookerspeler
- 1979 - Valerie De Booser, Belgisch model en presentatrice
- 1980 - Kristaps Grebis, Lets voetballer
- 1980 - Emanuele Di Gregorio, Italiaans atleet
- 1980 - Bosco Wong, Chinees acteur
- 1981 - Amy Lee, Amerikaans zangeres
- 1981 - Abubakari Yakubu, Ghanees voetballer (overleden 2017)
- 1982 - Elisa Di Francisca, Italiaans schermer (floret)
- 1982 - Mohammed El Berkani, Marokkaans-Nederlands voetballer
- 1982 - Tuka Rocha, Braziliaans autocoureur (overleden 2019)
- 1983 - Otylia Jędrzejczak, Pools zwemster
- 1983 - Janeth Jepkosgei, Keniaans atlete
- 1983 - Kim Vandenberg, Amerikaans zwemster
- 1984 - Santi Cazorla, Spaans voetballer
- 1984 - Michal Kadlec, Tsjechisch voetballer
- 1984 - Hanna-Maria Seppälä, Fins zwemster
- 1985 - Frida Hansdotter, Zweeds alpineskiester
- 1986 - Christian Engelhart, Duits autocoureur
- 1986 - Mikael Lustig, Zweeds voetballer
- 1987 - Albert Adomah, Ghanees voetballer
- 1987 - Randy Martens, Nederlands politicus
- 1988 - Rickie Fowler, Amerikaans golfer
- 1988 - Frank van der Lende, Nederlands radiopresentator
- 1988 - Mariska Parewyck, Belgisch atlete
- 1988 - Regilio Seedorf, Nederlands voetballer
- 1988 - Bai Xue, Chinees atlete
- 1989 - Hellen Obiri, Keniaans atlete
- 1989 - Taylor Swift, Amerikaans (country)zangeres en actrice
- 1990 - Johannes Laaksonen, Fins voetballer
- 1990 - Arantxa Rus, Nederlands tennisster
- 1991 - Dermot Kennedy, Iers singer-songwriter
- 1991 - Sénah Mango, Togolees voetballer
- 1991 - Aaron Telitz, Amerikaans autocoureur
- 1992 - Jarett Andretti, Amerikaans autocoureur
- 1992 - Matthijs Büchli, Nederlands baanwielrenner
- 1992 - Mbwana Samatta, Tanzaniaans voetballer
- 1994 - Laura Flippes, Frans handbalster
- 1994 - Pau López, Spaans voetballer
- 1995 - Emma Corrin, Brits acteur
- 1995 - Marvin Friedrich, Duits voetballer
- 1996 - Aurora Galli, Italiaans voetbalster
- 1996 - Townley Haas, Amerikaans zwemmer
- 1996 - Tamás Kenderesi, Hongaars zwemmer
- 1996 - Naoki Mizunuma, Japans zwemmer
- 1999 - Alan Kikwaki, Belgisch basketballer
- 1999 - Iris Markerink, Nederlands model
- 2002 - Ties Wieggers, Nederlands voetballer
- 2003 - Jhon Durán, Colombiaans voetballer
- 2003 - Indy Godschalk, Nederlands judoka
- 2004 - Joshua Dufek, Oostenrijks-Zwitsers autocoureur
- 2005 - Nicolas, Belgisch prins
- 2005 - Aymeric, Belgisch prins

## Overleden

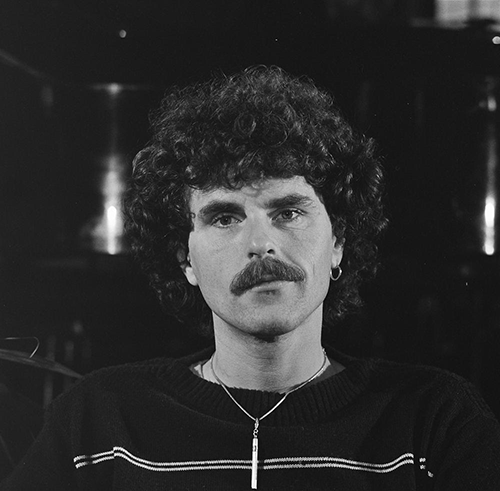
Robert Long
overleden in 2006

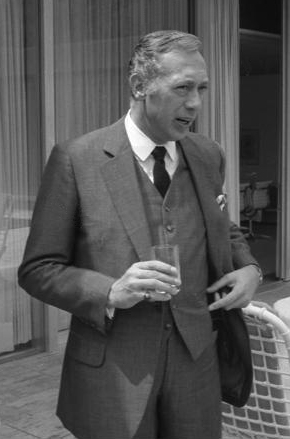
Horst Tappert
overleden in 2008

- 558 - Childebert I (62), Frankisch koning
- 720 - Odilia van de Elzas (60), Frans abdis en heilige
- 1124 - Calixtus II (64), paus van Rome
- 1250 - Keizer Frederik II (55), Duits koning en keizer van het Heilige Roomse Rijk
- 1466 - Donatello (80), Italiaans beeldhouwer
- 1521 - Emanuel I van Portugal (52), koning van Portugal
- 1784 - Samuel Johnson (75), Brits essayist, criticus en dichter
- 1863 - Friedrich Hebbel (50), Duits schrijver
- 1886 - George Fletcher Moore (88), vooraanstaand pionier in koloniaal West-Australië
- 1894 - Albertus Verbrugh Rijksz. (80), Nederlands bestuurder
- 1920 - Bonifacio Arevalo (70), Filipijns beeldhouwer
- 1922 - Hannes Hafstein (61), IJslands politicus en dichter
- 1924 - Gerrit Johan Anne Schimmelpenninck (70), Nederlands politicus
- 1930 - Johan Mutters (72), Nederlands architect
- 1930 - Fritz Pregl (61), Oostenrijks chemicus
- 1939 - Joan Nieuwenhuis (83), Nederlands krantenmaker, journalist en ambtenaar
- 1944 - Wassily Kandinsky (78), Russisch-Frans expressionistisch kunstschilder
- 1945 - Robert van Genechten (50), Belgisch-Nederlands jurist, econoom, bestuurder en landverrader
- 1945 - Irma Grese (22), Duits SS-kampbewaakster
- 1948 - Frans Drion (74), Nederlands Kamerlid
- 1953 - Ad van der Steur (60), Nederlands architect
- 1960 - Dora Marsden (78), Engels feministisch filosoof
- 1963 - Hubert Pierlot (79), Belgisch politicus
- 1964 - Pedro Petrone (59), Uruguayaans voetballer
- 1966 - Frans Hoos (81), Nederlands schilder
- 1971 - Gotthard Heinrici (84), Duits generaal
- 1972 - L.P. Hartley (76), Engels schrijver
- 1973 - Dick Tol (39), Nederlands voetballer
- 1975 - Hendrik Johan Kruls (73), Nederlands generaal
- 1977 - Oğuz Atay (43), Turks schrijver
- 1978 - Frits Slomp (80), Nederlands predikant en verzetsstrijder
- 1979 - Jan Roos (83), Nederlands straatzanger
- 1980 - Harm van Riel (73), Nederlands politicus
- 1982 - Vitali Daraselia (25), Sovjet-Georgisch voetballer
- 1988 - Roy Urquhart (87), Brits generaal
- 1990 - Alice Marble (77), Amerikaans tennisster
- 1994 - Herman Felderhof (83), Nederlands radioverslaggever en omroepbestuurder
- 1994 - Antoine Pinay (102), premier van Frankrijk
- 1995 - Anatoli Djatlov (64), Russisch leidinggevende van reactor 4 ten tijde van de Kernramp van Tsjernobyl
- 2001 - Leonardo Mondadori (56), Italiaans uitgever
- 2001 - Chuck Schuldiner (34),Amerikaans metalmuzikant
- 2004 - Tom Turesson (62), Zweeds voetballer
- 2005 - Stanley Williams (51), Amerikaans bendeleider
- 2006 - Robert Long (63), Nederlands zanger, cabaretier, columnist en tv-presentator
- 2006 - Loyola de Palacio (56), Spaans politica
- 2007 - Floyd Red Crow Westerman (71), Amerikaans zanger en acteur
- 2008 - Horst Tappert (85), Duits acteur
- 2010 - Richard Holbrooke (69), Amerikaans diplomaat
- 2010 - Woolly Wolstenholme (62), toetsenist van de Britse band Barclay James Harvest
- 2012 - Andreu Alfaro (83), Spaans beeldhouwer en kunstenaar
- 2012 - Otto Ketting (77), Nederlands componist
- 2012 - Hans Zoet (73), Nederlands presentator en ballonvaarder
- 2015 - Benedict Anderson (79), Amerikaans antropoloog en politicoloog
- 2015 - Albert Bontridder (94), Belgisch dichter en architect
- 2015 - Marleen de Pater-van der Meer (65), Nederlands politica
- 2016 - Patrick Derochette (52), Belgisch zedendelinquent
- 2016 - Hebe Charlotte Kohlbrugge (102), Nederlands verzetsstrijdster en theologe
- 2016 - Thomas Schelling (95), Amerikaans econoom en professor
- 2016 - Zubaida Tharwat (76), Egyptisch actrice en model
- 2016 - Alan Thicke (69), Canadees acteur
- 2017 - Yurizan Beltran (31), Amerikaans pornoactrice
- 2017 - Simon Dickie (66), Nieuw-Zeelands roeier
- 2017 - Bruce Gray (81), Amerikaans acteur
- 2017 - Robert Naudts (91), Belgisch voetbalbestuurder
- 2017 - Charles Zentai (96), Hongaars verdachte van nazi-oorlogsmisdaden
- 2018 - Jean-Pierre Van Rossem (73), Belgisch politicus en econoom
- 2018 - Nancy Wilson (81), Amerikaans jazzzangeres
- 2020 - Otto Barić (88), Kroatisch voetballer en voetbaltrainer
- 2020 - Jimmy McLane (90), Amerikaans zwemmer
- 2021 - Teuvo Kohonen (87), Fins informaticus
- 2021 - Joe Simon (85), Amerikaans zanger
- 2022 - Jean-Jacques de Granville (79), Frans botanicus
- 2022 - Ludwig Hoffmann von Rumerstein (85), Oostenrijks edelman en advocaat
- 2022 - Kim Simmonds (75), Brits blues- en rock-muzikant
- 2023 - Hans Keijzer (91), Nederlands bestuurder
- 2023 - Paul Litjens (76), Nederlands hockeyer
- 2023 - Dick Tommel (81), Nederlands politicus
- 2024 - Diane Delano (67), Amerikaans actrice
- 2024 - Henk Herrenberg (86), Surinaams diplomaat en politicus
- 2024 - Eric Jonckheere (66), Belgisch voorzitter en asbestactivist

## Viering/herdenking
- Republic Day op Malta
- Luciafeest in Zweden
- Rooms-Katholieke kalender:

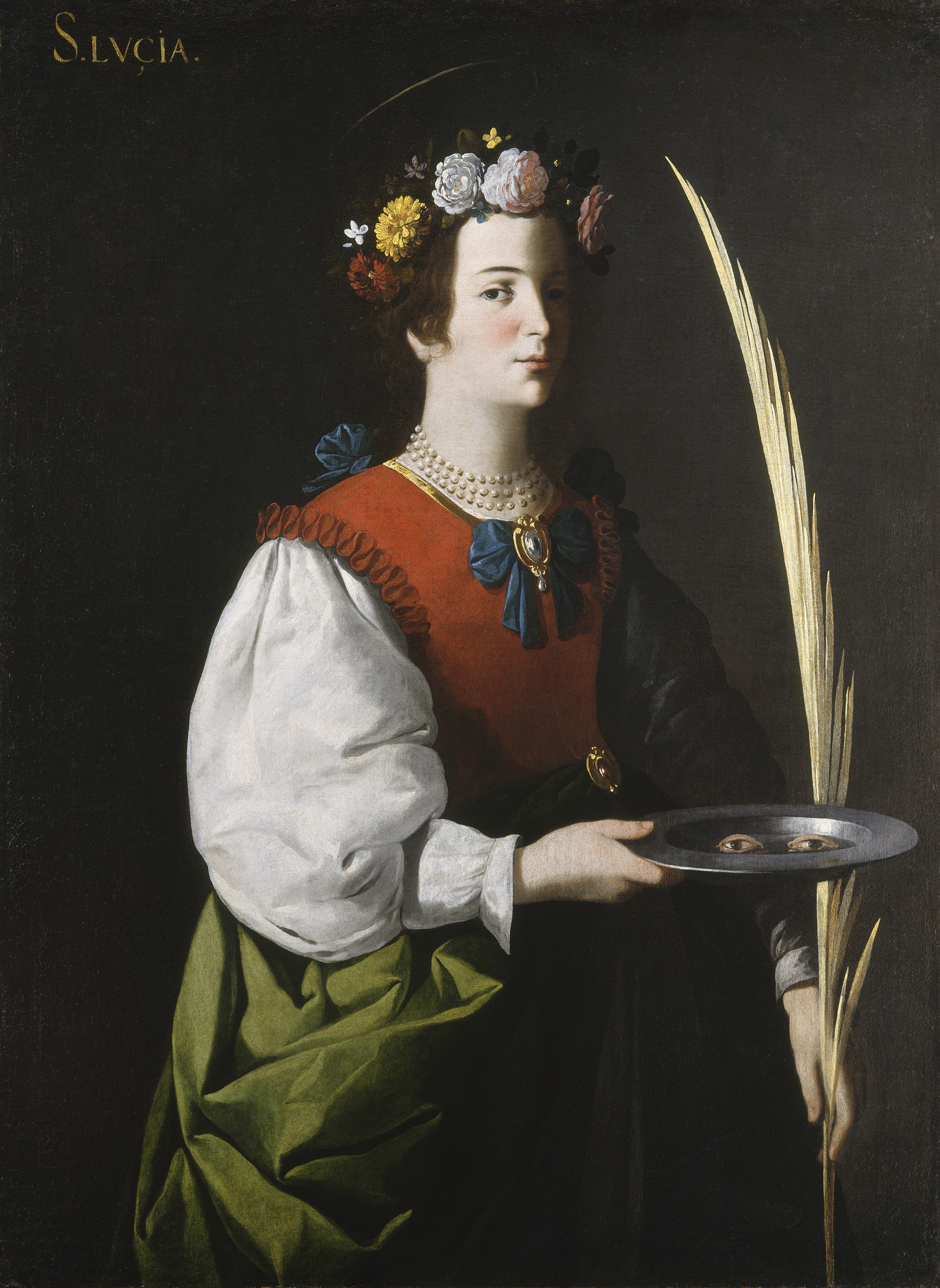
H. Lucia van Syracuse

  - Heilige Lucia (van Syracuse), Patrones van de oogartsen en opticiens († 303/4) - Gedachtenis
  - Heilige Odilia van de Elzas († c. 720)
  - Heilige Judocus († 668/9 of 675)
  - Heilige Aubertus (van Kamerijk) († c. 669), Patroon van de (banket)bakkers
  - Heilige Roswinda († 8e eeuw)
  - Heilige Einhildis († 8e eeuw)
  - Heilige Ursicinus van Cahors († c. 535)
  - Zalige Elisabeth Rosa († 1030)
  - Zalige Johannes Marinoni († 1562)
  - Zalige Bartolomeus van Toscane († 1300)

## Weerextremen

### Nederland
| | Officiële records | Officiële records | Officiële records |      | Landelijke records | Landelijke records | Landelijke records                    |
| Gebeurtenis | Jaar              | Extreem           | Locatie           | Jaar | Extreem            | Locatie            |                                       |
| --- | ----------------- | ----------------- | ----------------- | ---- | ------------------ | ------------------ | ------------------------------------- |
| Laagste etmaalgemiddelde temperatuur (°C) | 1968              | −6,7              | De Bilt           |      | 1968               | −7,9               | Maastricht                            |
| Hoogste etmaalgemiddelde temperatuur (°C) | 2003              | 11,5              | De Bilt           |      | 2003               | 12,0               | Westdorpe                             |
| Laagste minimumtemperatuur (°C) | 1968              | −11,1             | De Bilt           |      | 1968               | −14,0              | Soesterberg                           |
| Hoogste minimumtemperatuur (°C) | 2003              | 9,3               | De Bilt           |      | 2003               | 10,3               | Gilze-Rijen                           |
| Laagste maximumtemperatuur (°C) | 1924              | −2,4              | De Bilt           |      | 2002               | −4,7               | Nieuw Beerta                          |
| Hoogste maximumtemperatuur (°C) | 1994              | 13,5              | De Bilt           |      | 1998               | 14,1               | Volkel                                |
| Hoogste uurgemiddelde windsnelheid (m/s) | 1912              | 14,4              | De Bilt           |      | 2000               | 24,0               | Vlieland                              |
| Hoogste windstoot (m/s) | 2000              | 28,0              | De Bilt           |      | 2000               | 34,0               | Huibertgat                            |
| Langste zonneschijnduur (uur) | 2018              | 6,5               | De Bilt           |      | 2013 2018          | 7,0                | Ell Maastricht, Vlissingen, Westdorpe |
| Langste neerslagduur (uur) | 2003              | 16,0              | De Bilt           |      | 2003               | 21,4               | Eindhoven                             |
| Hoogste etmaalsom van de neerslag (mm) | 2003              | 23,3              | De Bilt           |      | 2003               | 40,4               | Eindhoven                             |
| Laagste etmaalgemiddelde relatieve vochtigheid (%) | 1933              | 60                | De Bilt           |      | 1933               | 48                 | Eelde                                 |
| Laagste uurwaarde luchtdruk op zeeniveau (hPa) | 2019              | 972,7             | De Bilt           |      | 2019               | 969,7              | Vlissingen                            |
| Hoogste uurwaarde luchtdruk op zeeniveau (hPa) | 1905              | 1043,1            | De Bilt           |      | 2007               | 1043,5             | Eelde, Leeuwarden                     |
| Officiële records worden altijd gemeten op het KNMI-weerstation in De Bilt. Landelijke records kunnen worden gemeten op elk officieel KNMI-weerstation in Nederland. |                   |                   |                   |      |                    |                    |                                       |

Uitzonderlijke gebeurtenissen
- 1951 - Officieel laagste minimumtemperatuur in °C van het jaar gemeten in De Bilt: −7,4
- 2003 - Officieel hoogste minimumtemperatuur in °C van december dit jaar gemeten in De Bilt: 9,3

### België
Dagrecords
- 1899 - Laagste etmaalgemiddelde temperatuur −8,8 °C
- 1938 - Hoogste etmaalgemiddelde temperatuur 12,5 °C
- 1899 - Laagste minimumtemperatuur −13,3 °C
- 1938 - Hoogste maximumtemperatuur 13,7 °C
- 1989 - Hoogste etmaalsom van de neerslag 18,1 mm

Uitzonderlijke gebeurtenissen
- 1968 - Maximumtemperatuur –4,7 °C in Middelkerke en in Koksijde −4,5 °C.
- 1994 - Minimumtemperatuur tot 12,6 °C in Geraardsbergen.

<< · 1 · 2 · 3 · 4 · 5 · 6 · 7 · 8 · 9 · 10 · 11 · 12 · 13 · 14 · 15 · 16 · 17 · 18 · 19 · 20 · 21 · 22 · 23 · 24 · 25 · 26 · 27 · 28 · 29 · 30 · 31 · >>